# Bošnjaci
Bošnjaci (maďarsky Bosnyaci) jsou hustě osídlené sídlo a správní středisko stejnojmenné opčiny v Chorvatsku ve Vukovarsko-sremské župě. Nacházejí se u nedaleko břehu řeky Sávy, blízko hranic s Bosnou a Hercegovinou, asi 3 km jihovýchodně od Županje, 29 km jihozápadně od města Vinkovci a asi 50 km jihozápadně od Vukovaru. V roce 2011 žilo v Bošnjacích 3 901 obyvatel. Sídlo je de facto předměstím města Županja.
Opčina zahrnuje pouze jediné samostatné sídlo Bošnjaci, ale zároveň se na jejím území nacházejí i nesamostatné osady Dugo, Milevci a Obranča.
Územím opčiny prochází státní silnice D214 a župní silnice Ž4223 a Ž4229. Také zde prochází dálnice A3, na níž je podle opčiny pojmenována odpočívka Odmorište Bošnjaci. Protékají zde řeky Sáva, Brežnica a Virovi.